# Spielvereinigung Bayreuth 1975-1976
Questa voce raccoglie le informazioni riguardanti la Spielvereinigung Bayreuth nelle competizioni ufficiali della stagione 1975-1976.

## Stagione
Nella stagione 1975-1976 il Bayreuth, allenato da Gerhard Happ, concluse il campionato di 2. Bundesliga al 5º posto. In Coppa di Germania il Bayreuth fu eliminato al primo turno dal Karlsruhe.

## Rosa
| N. |                     | Ruolo | Calciatore        |
| -- | ------------------- | ----- | ----------------- |
|    | Germania (bandiera) | P     | Wolfgang Hillmann |
|    | Germania (bandiera) | P     | Wolfgang Mahr     |
|    | Germania (bandiera) | D     | Harald Bleckert   |
|    | Germania (bandiera) | D     | Reinhard Brendel  |
|    | Germania (bandiera) | D     | Gerd Fink         |
|    | Germania (bandiera) | D     | Günther Klinkisch |
|    | Germania (bandiera) | D     | Manfred Lucas     |
|    | Germania (bandiera) | C     | Klaus Brand       |
|    | Germania (bandiera) | C     | Wolfgang Breuer   |
|    | Germania (bandiera) | C     | Harald Dollhopf   |

| N. |                     | Ruolo | Calciatore          |
| -- | ------------------- | ----- | ------------------- |
|    | Germania (bandiera) | C     | Herbert Heidenreich |
|    | Germania (bandiera) | C     | Norbert Hofmann     |
|    | Germania (bandiera) | C     | Herbert Horn        |
|    | Germania (bandiera) | C     | Rolf Kaul           |
|    | Germania (bandiera) | A     | Manfred Größler     |
|    | Germania (bandiera) | A     | Gert Ockenfels      |
|    | Germania (bandiera) | A     | Peter Sichmann      |
|    | Germania (bandiera) | A     | Uwe Sommerer        |
|    | Germania (bandiera) | A     | Klaus Sterz         |

## Organigramma societario
Area tecnica
- Allenatore: Gerhard Happ
- Allenatore in seconda:
- Preparatore dei portieri:
- Preparatori atletici:

## Calciomercato

### Sessione estiva
| Acquisti | Acquisti          | Acquisti       | Acquisti |
| R.       | Nome              | da             | Modalità |
| -------- | ----------------- | -------------- | -------- |
| D        | Gerd Fink         | Colonia II     |          |
| P        | Wolfgang Hillmann | Greuther Fürth |          |

| Cessioni | Cessioni        | Cessioni       | Cessioni |
| R.       | Nome            | a              | Modalità |
| -------- | --------------- | -------------- | -------- |
| C        | Siegfried Grimm | Greuther Fürth |          |
| D        | Wolfgang Kauper | ATS Kulmbach   |          |
| A        | Kurt Persau     | ATS Kulmbach   |          |

### Sessione invernale
| Acquisti | Acquisti | Acquisti | Acquisti |
| R.       | Nome     | da       | Modalità |
| -------- | -------- | -------- | -------- |

| Cessioni | Cessioni | Cessioni | Cessioni |
| R.       | Nome     | a        | Modalità |
| -------- | -------- | -------- | -------- |

## Risultati

### 2. Bundesliga

#### Girone di andata
| Arbitro: | Föckler |

|          |           |           |
| Lenz 10’ | Marcatori | 25’ Sterz |

| Arbitro: | Steigele |

|                           |           |                    |
| Heidenreich 49’ Sterz 61’ | Marcatori | 40’ Harm 72’ Adler |

| Darmstadt 20 agosto 1975 3ª giornata | Darmstadt   | 0 – 0 referto | Bayreuth | Stadion am Böllenfalltor (5 000 spett.)\| Arbitro: \| Haselberger \| |
| Arbitro:                             | Haselberger |               |          |                                                                      |

| Arbitro: | Kammann |

|                                      |           |  |
| Sichmann 37’, 74’ Größler 62’ (rig.) | Marcatori |  |

| Arbitro: | Eichhorn |

|             |           |                                             |
| Laudage 40’ | Marcatori | 45’ Heidenreich 51’ Fink 55’ (rig.) Größler |

| Arbitro: | Gaus |

|              |           |             |
| Sichmann 60’ | Marcatori | 30’ Wilhelm |

| Arbitro: | Greiner |

|                           |           |                 |
| Meininger 63’ Walitza 71’ | Marcatori | 15’ Heidenreich |

| Arbitro: | Röder |

|                 |           |  |
| Heidenreich 66’ | Marcatori |  |

| Arbitro: | Dahler |

|                                                |           |             |
| Cremer 2’ Schmidt 21’ Magath 26’, 54’ Denz 80’ | Marcatori | 31’ Größler |

| Arbitro: | Stegner |

|                                 |           |  |
| Sommerer 10’, 38’ Ockenfels 78’ | Marcatori |  |

| Arbitro: | Langhans |

|                                                 |           |                           |
| Ruhs 17’ Hodel 34’ Mathes 45’ (rig.) Müller 82’ | Marcatori | 25’ Ockenfels 39’ Größler |

| Arbitro: | Joos |

|                                             |           |           |
| Heidenreich 12’ Sommerer 41’, 85’ Brand 89’ | Marcatori | 82’ Klein |

| Arbitro: | Dölfel |

|                             |           |  |
| Nielsen 15’ Keller 17’, 52’ | Marcatori |  |

| Arbitro: | Boos |

|                       |           |  |
| Sichmann 20’ Horn 77’ | Marcatori |  |

| Arbitro: | Antz |

|                        |           |                          |
| Nickel 67’ Köstler 86’ | Marcatori | 39’ Sommerer 58’ Größler |

| Arbitro: | Haselberger |

|                           |           |            |
| Sichmann 38’ Sommerer 45’ | Marcatori | 82’ Werner |

| Arbitro: | Frickel |

|                          |           |          |
| Fink 34’ Heidenreich 90’ | Marcatori | 27’ Popp |

| Arbitro: | Luca |

|  |           |                    |
|  | Marcatori | 85’ (rig.) Größler |

| Arbitro: | Aldinger |

|                                           |           |              |
| Sichmann 77’ Lucas 78’ (rig.) Größler 83’ | Marcatori | 68’ Granitza |

#### Girone di ritorno
| Bayreuth 17 gennaio 1976 20ª giornata | Bayreuth | 0 – 0 referto | Homburg | Hans-Walter-Wild Stadion (5 000 spett.)\| Arbitro: \| Ulm \| |
| Arbitro:                              | Ulm      |               |         |                                                              |

| Arbitro: | Biwersi |

|            |           |                   |
| Sebert 26’ | Marcatori | 23’, 83’ Sommerer |

| Arbitro: | Steigele |

|  |           |                            |
|  | Marcatori | 26’ Bechtold 62’ Lindemann |

| Arbitro: | Frickel |

|                                  |           |                           |
| Emmerich 18’ (rig.) Skrotzki 85’ | Marcatori | 19’ Heidenreich 48’ Brand |

| Arbitro: | Stegner |

|                                          |           |                      |
| Sichmann 31’ Größler 66’ (rig.) Horn 71’ | Marcatori | 35’ Lühr 87’ Eippert |

| Arbitro: | Kuhn |

|             |           |                              |
| Scherpp 60’ | Marcatori | 34’ Sichmann 75’ Heidenreich |

| Arbitro: | Boos |

|                                               |           |                                            |
| Heidenreich 58’ Pechtold 78’ (aut.) Sterz 81’ | Marcatori | 37’, 62’ Walitza 82’ Majkowski 85’ Nüssing |

| Arbitro: | Röder |

|              |           |          |
| Ohlicher 54’ | Marcatori | 64’ Horn |

| Bayreuth 28 marzo 1976 28ª giornata | Bayreuth | 0 – 0 referto | Saarbrücken | Hans-Walter-Wild Stadion (9 000 spett.)\| Arbitro: \| Hellwig \| |
| Arbitro:                            | Hellwig  |               |             |                                                                  |

| Arbitro: | Dellwing |

|  |           |                      |
|  | Marcatori | 6’ Sommerer 55’ Horn |

| Arbitro: | Hofmeister |

|                                              |           |  |
| Größler 11’, 78’ (rig.) Brand 13’ Breuer 54’ | Marcatori |  |

| Arbitro: | Blum |

|                        |           |              |
| Metzler 59’ Walter 63’ | Marcatori | 74’ Sommerer |

| Arbitro: | Wohlfarth |

|                                                    |           |                        |
| Größler 51’ (rig.) Heidenreich 65’, 80’ Breuer 75’ | Marcatori | 13’ Keller 67’ Metzger |

| Arbitro: | Klauser |

|                                           |           |                                            |
| Obermeier 40’ Hoffmann 68’ Walleitner 79’ | Marcatori | 9’ Brand 25’, 85’ Sommerer 73’ Heidenreich |

| Arbitro: | Gaus |

|             |           |          |
| Größler 57’ | Marcatori | 63’ Ritz |

| Arbitro: | Möckel |

|                      |           |              |
| Werner 61’ Klein 79’ | Marcatori | 89’ Sichmann |

| Arbitro: | Ermer |

|                        |           |              |
| Heinlein 8’ Hilkes 70’ | Marcatori | 14’ Sommerer |

| Arbitro: | Hellwig |

|                               |           |                         |
| Heidenreich 34’, 68’ Horn 39’ | Marcatori | 60’ Potschak 72’ Holoch |

| Arbitro: | Antz |

|                           |           |                          |
| Schauß 38’, 76’ Spohr 68’ | Marcatori | 15’ Sterz 56’, 58’ Brand |

### Coppa di Germania
| Arbitro: | Antz |

|                                               |           |                      |
| Kalb 27’ (rig.), 52’ Hoffmann 55’ Schäfer 63’ | Marcatori | 22’ Breuer 81’ Sterz |

## Statistiche

### Statistiche di squadra
| Competizione      | Punti | In casa | In casa | In casa | In casa | In casa | In casa | In trasferta | In trasferta | In trasferta | In trasferta | In trasferta | In trasferta | Totale | Totale | Totale | Totale | Totale | Totale | DR  |
| Competizione      | Punti | G       | V       | N       | P       | Gf      | Gs      | G            | V            | N            | P            | Gf           | Gs           | G      | V      | N      | P      | Gf     | Gs     | DR  |
| ----------------- | ----- | ------- | ------- | ------- | ------- | ------- | ------- | ------------ | ------------ | ------------ | ------------ | ------------ | ------------ | ------ | ------ | ------ | ------ | ------ | ------ | --- |
| 2. Bundesliga     | 47    | 19      | 12      | 5       | 2       | 41      | 20      | 19           | 6            | 6            | 7            | 30           | 35           | 38     | 18     | 11     | 9      | 71     | 55     | +16 |
| Coppa di Germania | -     | 0       | 0       | 0       | 0       | 0       | 0       | 1            | 0            | 0            | 1            | 2            | 4            | 1      | 0      | 0      | 1      | 2      | 4      | -2  |
| Totale            | 47    | 19      | 12      | 5       | 2       | 41      | 20      | 20           | 6            | 6            | 8            | 32           | 39           | 39     | 18     | 11     | 10     | 73     | 59     | +14 |

### Andamento in campionato
| Giornata  | 1  | 2  | 3  | 4 | 5 | 6 | 7 | 8 | 9  | 10 | 11 | 12 | 13 | 14 | 15 | 16 | 17 | 18 | 19 | 20 | 21 | 22 | 23 | 24 | 25 | 26 | 27 | 28 | 29 | 30 | 31 | 32 | 33 | 34 | 35 | 36 | 37 | 38 |
| --------- | -- | -- | -- | - | - | - | - | - | -- | -- | -- | -- | -- | -- | -- | -- | -- | -- | -- | -- | -- | -- | -- | -- | -- | -- | -- | -- | -- | -- | -- | -- | -- | -- | -- | -- | -- | -- |
| Luogo     | T  | C  | T  | C | T | C | T | C | T  | C  | T  | C  | T  | C  | T  | C  | C  | T  | C  | C  | T  | C  | T  | C  | T  | C  | T  | C  | T  | C  | T  | C  | T  | C  | T  | T  | C  | T  |
| Risultato | N  | N  | N  | V | V | N | P | V | P  | V  | P  | V  | P  | V  | N  | V  | V  | V  | V  | N  | V  | P  | N  | V  | V  | P  | N  | N  | V  | V  | P  | V  | V  | N  | P  | P  | V  | N  |
| Posizione | 10 | 10 | 13 | 8 | 6 | 6 | 6 | 5 | 10 | 5  | 9  | 7  | 10 | 8  | 8  | 7  | 7  | 5  | 5  | 5  | 5  | 5  | 5  | 5  | 5  | 5  | 5  | 5  | 5  | 5  | 5  | 5  | 5  | 5  | 5  | 5  | 5  | 5  |

Legenda:

Luogo: C = Casa; T = Trasferta. Risultato: V = Vittoria; N = Pareggio; P = Sconfitta.

### Statistiche dei giocatori
| Giocatore      | 2. Bundesliga | 2. Bundesliga | 2. Bundesliga | 2. Bundesliga | Coppa di Germania | Coppa di Germania | Coppa di Germania | Coppa di Germania | Totale   | Totale | Totale      | Totale     |
| Giocatore      | Presenze      | Reti          | Ammonizioni   | Espulsioni    | Presenze          | Reti              | Ammonizioni       | Espulsioni        | Presenze | Reti   | Ammonizioni | Espulsioni |
| -------------- | ------------- | ------------- | ------------- | ------------- | ----------------- | ----------------- | ----------------- | ----------------- | -------- | ------ | ----------- | ---------- |
| H. Bleckert    | 34            | 0             | 2             | 0             | 1                 | 0                 | 0                 | 0                 | 35       | 0      | 2           | 0          |
| K. Brand       | 27            | 6             | 5             | 0             | 0                 | 0                 | 0                 | 0                 | 27       | 6      | 5           | 0          |
| R. Brendel     | 4             | 0             | 0             | 0             | 1                 | 0                 | 0                 | 0                 | 5        | 0      | 0           | 0          |
| W. Breuer      | 20            | 2             | 3             | 0             | 1                 | 1                 | 0                 | 0                 | 21       | 3      | 3           | 0          |
| H. Dollhopf    | 3             | 0             | 0             | 0             | 0                 | 0                 | 0                 | 0                 | 3        | 0      | 0           | 0          |
| G. Fink        | 34            | 2             | 0             | 0             | 1                 | 0                 | 0                 | 0                 | 35       | 2      | 0           | 0          |
| M. Größler     | 37            | 12            | 5             | 0             | 1                 | 0                 | 0                 | 0                 | 38       | 12     | 5           | 0          |
| H. Heidenreich | 37            | 14            | 3             | 0             | 0                 | 0                 | 0                 | 0                 | 37       | 14     | 3           | 0          |
| W. Hillmann    | 10            | 0             | 1             | 0             | 0                 | 0                 | 0                 | 0                 | 10       | 0      | 1           | 0          |
| N. Hofmann     | 20            | 0             | 0             | 0             | 0                 | 0                 | 0                 | 0                 | 20       | 0      | 0           | 0          |
| H. Horn        | 37            | 5             | 2             | 0             | 1                 | 0                 | 0                 | 0                 | 38       | 5      | 2           | 0          |
| R. Kaul        | 37            | 0             | 4             | 0             | 1                 | 0                 | 0                 | 0                 | 38       | 0      | 4           | 0          |
| G. Klinkisch   | 17            | 0             | 1             | 0             | 0                 | 0                 | 0                 | 0                 | 17       | 0      | 1           | 0          |
| M. Lucas       | 31            | 1             | 3             | 1             | 1                 | 0                 | 0                 | 0                 | 32       | 1      | 3           | 1          |
| W. Mahr        | 31            | 0             | 0             | 0             | 1                 | 0                 | 0                 | 0                 | 32       | 0      | 0           | 0          |
| G. Ockenfels   | 15            | 2             | 0             | 0             | 0                 | 0                 | 0                 | 0                 | 15       | 2      | 0           | 0          |
| P. Sichmann    | 30            | 9             | 0             | 0             | 1                 | 0                 | 0                 | 0                 | 31       | 9      | 0           | 0          |
| U. Sommerer    | 37            | 13            | 1             | 0             | 1                 | 0                 | 0                 | 0                 | 38       | 13     | 1           | 0          |
| K. Sterz       | 18            | 4             | 2             | 0             | 1                 | 1                 | 0                 | 0                 | 19       | 5      | 2           | 0          |